# Tương tác hấp dẫn

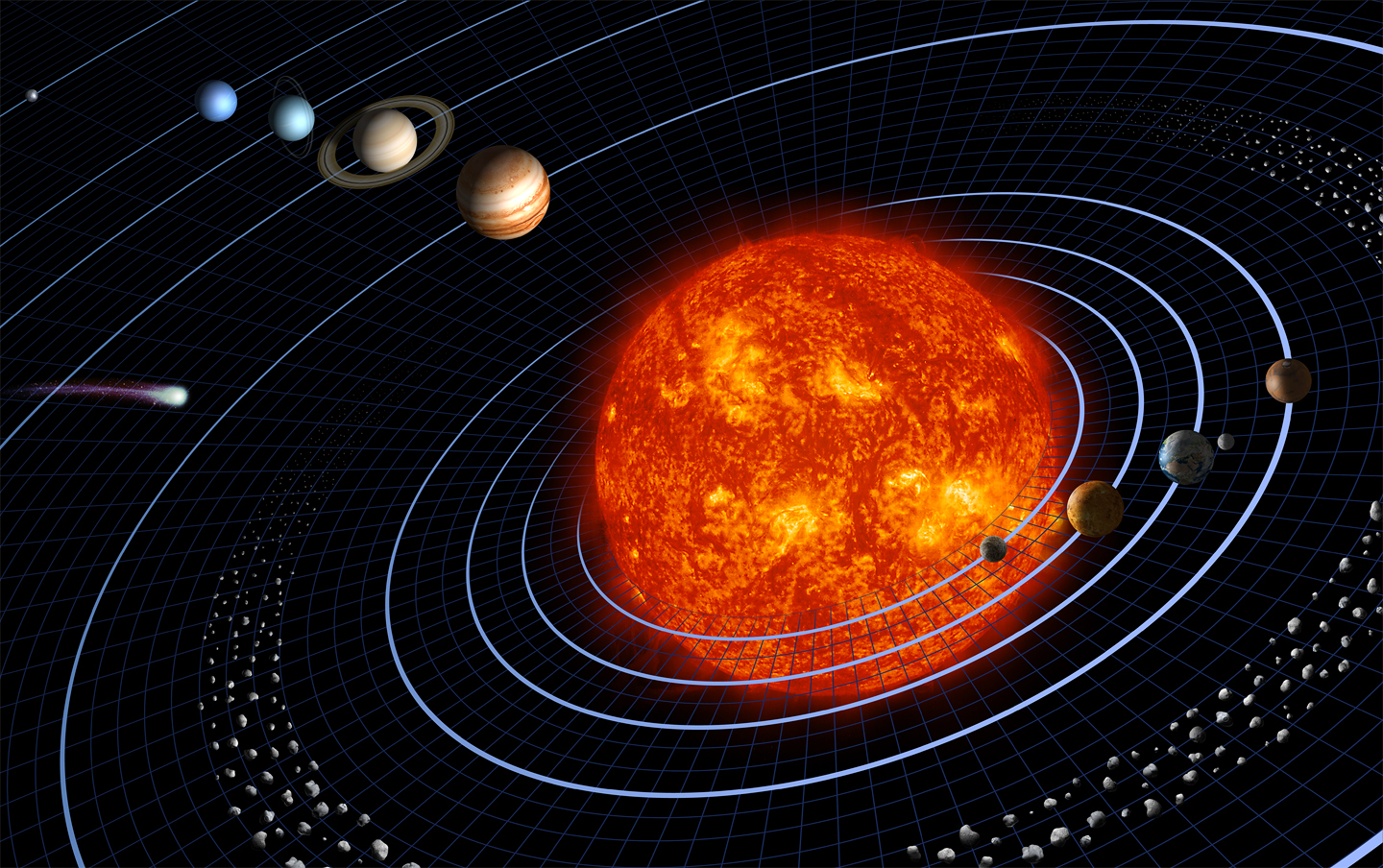
Lực hấp dẫn làm các hành tinh quay quanh Mặt Trời.

Trong vật lý học, lực hấp dẫn, hay chính xác hơn là tương tác hấp dẫn, là một hiện tượng tự nhiên mà tất cả vật có khối lượng hoặc năng lượng - bao gồm các hành tinh, ngôi sao, thiên hà, và thậm chí cả ánh sáng đều bị hút về phía nhau. Trên Trái Đất, lực hấp dẫn tạo ra trọng lượng cho các vật thể và lực hấp dẫn của Mặt Trăng gây ra thủy triều. Lực hấp dẫn cũng chính là lực khiến các vật chất khí ban đầu có trong vũ trụ kết tụ và hình thành các ngôi sao và khiến các ngôi sao tập hợp lại thành các thiên hà, do đó lực hấp dẫn chịu trách nhiệm cho nhiều cấu trúc quy mô lớn trong Vũ trụ. Lực hấp dẫn có một phạm vi vô hạn, mặc dù tác dụng lực của nó sẽ yếu đi nếu các vật thể xa nhau.
Lực hấp dẫn được mô tả chính xác nhất bằng lý thuyết tương đối tổng quát (do Albert Einstein đề xuất năm 1915), mô tả lực hấp dẫn không phải là một lực, mà là kết quả của độ cong của không thời gian gây ra bởi sự phân bố khối lượng không đồng đều. Ví dụ cực đoan nhất về độ cong của không thời gian này là một lỗ đen, từ đó, không có gì mà ngay cả ánh sáng cũng không thể thoát ra được khi vượt qua chân trời sự kiện của lỗ đen. Tuy nhiên, đối với hầu hết các ứng dụng, lực hấp dẫn gần đúng theo định luật vạn vật hấp dẫn của Newton, mô tả lực hấp dẫn là một lực, khiến cho hai vật thể bị hút vào nhau, với lực tỷ lệ với sản phẩm của khối lượng của chúng và tỷ lệ nghịch với bình phương của khoảng cách giữa chúng.
Lực hấp dẫn là yếu nhất trong bốn tương tác cơ bản của vật lý, yếu hơn khoảng 1038 lần so với tương tác mạnh, yếu hơn 1036 lần so với lực điện từ và yếu hơn 1029 lần so với tương tác yếu. Kết quả là, nó không có ảnh hưởng đáng kể ở cấp độ của các hạt hạ nguyên tử. Ngược lại, nó là sự tương tác vượt trội ở quy mô vĩ mô, và là nguyên nhân của sự hình thành, tạo hình dạng và quỹ đạo (quỹ đạo thiên thể) của các thiên thể.
Trong cơ học cổ điển, lực hấp dẫn xuất hiện như một ngoại lực tác động lên vật thể. Trong thuyết tương đối rộng, lực hấp dẫn là bản chất của không thời gian bị uốn cong bởi sự hiện diện của khối lượng, và không phải là một ngoại lực. Trong thuyết hấp dẫn lượng tử, hạt graviton được cho là hạt mang lực hấp dẫn.
Trường hợp đầu tiên của lực hấp dẫn trong Vũ trụ, có thể ở dạng hấp dẫn lượng tử, siêu trọng lực hoặc một điểm kỳ dị hấp dẫn, cùng với không gian và thời gian thông thường, được phát triển trong kỷ nguyên Planck (tối đa 10−43 giây sau khi Vũ trụ ra đời), có thể từ một trạng thái nguyên thủy, chẳng hạn như chân không giả, chân không lượng tử hoặc hạt ảo, theo cách hiện chưa biết. Nỗ lực phát triển một lý thuyết về lực hấp dẫn phù hợp với cơ học lượng tử, một lý thuyết hấp dẫn lượng tử, cho phép lực hấp dẫn được hợp nhất trong một khung toán học chung (một lý thuyết về mọi thứ) với ba tương tác cơ bản khác của vật lý, là một lĩnh vực nghiên cứu hiện tại.

## Lịch sử lý thuyết về hấp dẫn

### Thế giới cổ đại
Nhà triết học Hy Lạp cổ đại Archimedes đã phát hiện ra trọng tâm của một hình tam giác. Ông cũng cho rằng nếu hai trọng lượng bằng nhau không có cùng trọng tâm thì trọng tâm của hai vật liên kết với nhau sẽ ở giữa đường nối với trọng tâm của chúng.
Kiến trúc sư và kỹ sư La Mã Vitruvius trong tác phẩm De Architectura đã quy định rằng trọng lực của một vật thể không phụ thuộc vào khối lượng mà là "bản chất" của nó.
Ở Ấn Độ cổ đại, Aryabhata lần đầu tiên xác định lực lượng để giải thích tại sao các vật thể không bị ném ra ngoài khi Trái Đất quay. Brahmagupta mô tả trọng lực là một lực hấp dẫn và sử dụng thuật ngữ "gurutvaakarshan" cho trọng lực.

### Cách mạng khoa học
Công trình hiện đại về lý thuyết hấp dẫn bắt đầu với công trình của Galileo Galilei vào cuối thế kỷ 16 và đầu thế kỷ 17. Trong thí nghiệm nổi tiếng (mặc dù có thể ông đã ngụy tạo) thả bóng từ Tháp nghiêng Pisa, và sau đó với các phép đo cẩn thận của quả bóng lăn xuống theo mặt phẳng nghiêng, Galileo cho thấy gia tốc trọng trường là như nhau cho tất cả các vật thể. Đây là một sự khởi đầu lớn từ niềm tin của Aristotle rằng các vật nặng hơn có gia tốc trọng trường cao hơn. Galileo cho rằng sức cản không khí là lý do khiến các vật thể có khối lượng nhỏ hơn rơi chậm hơn trong bầu khí quyển. Công trình của Galileo tạo tiền đề cho việc hình thành thuyết hấp dẫn của Newton.

### Thuyết hấp dẫn của Newton

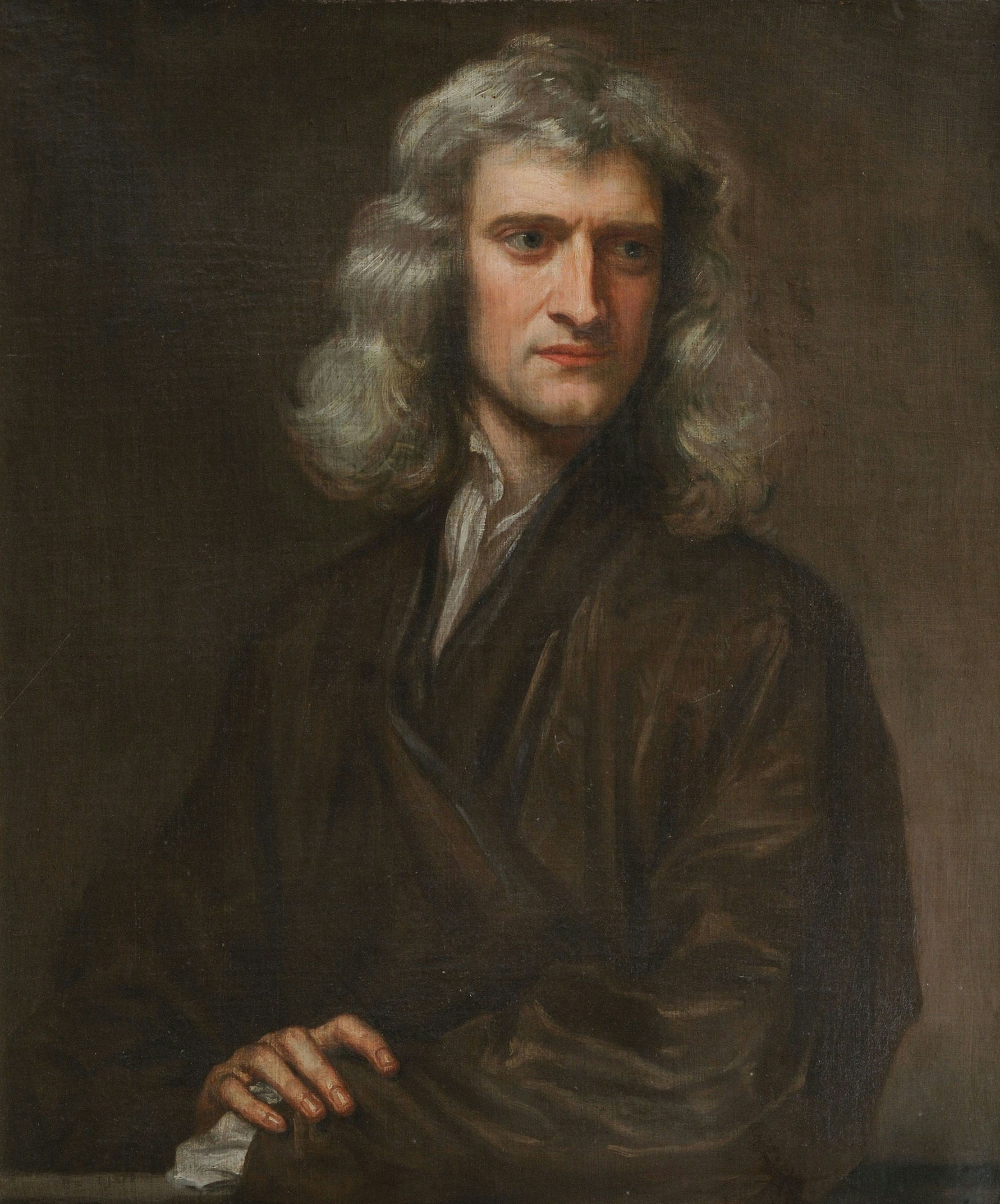
Nhà vật lý và toán học người Anh, Isaac Newton (1642-1727)

Năm 1687, nhà toán học người Anh Sir Isaac Newton đã xuất bản tác phẩm Principia, trong đó đưa ra giả thuyết về định luật nghịch đảo bình phương của trọng lực phổ quát. Newton viết, "Tôi đã suy luận rằng các lực giữ các hành tinh trong quỹ đạo của chúng phải tương ứng với nhau như bình phương khoảng cách của chúng từ các trung tâm mà chúng quay tròn: và do đó so sánh lực cần thiết để giữ Mặt trăng trong quỹ đạo của nó với lực hấp dẫn ở bề mặt Trái Đất và thấy chúng gần như vậy." Phương trình như sau:
{\displaystyle F_{hd}=G{\frac {m_{1}m_{2}}{r^{2}}}\ }
Trong đó F là lực, m1 và m2 là khối lượng của các vật tương tác, r là khoảng cách giữa tâm của khối lượng và G là hằng số hấp dẫn.
Lý thuyết của Newton đã tận hưởng thành công lớn nhất của nó khi nó được sử dụng để dự đoán sự tồn tại của sao Hải Vương dựa trên các chuyển động của sao Thiên Vương không thể giải thích được bằng hành động của các hành tinh khác. Tính toán của cả John Couch Adams và Urbain Le Verrier đã dự đoán vị trí chung của hành tinh này và tính toán của Le Verrier là điều khiến Johann Gottfried Galle phát hiện ra sao Hải Vương.
Một sự khác biệt trong quỹ đạo của sao Thủy đã chỉ ra những sai sót trong lý thuyết của Newton. Vào cuối thế kỷ 19, người ta đã biết rằng quỹ đạo của nó cho thấy những nhiễu loạn nhỏ không thể giải thích hoàn toàn theo lý thuyết của Newton, nhưng tất cả các tìm kiếm cho một vật thể nhiễu loạn khác (như một hành tinh quay quanh Mặt trời thậm chí gần hơn Sao Thủy) đã được không có kết quả Vấn đề đã được giải quyết vào năm 1915 bởi thuyết tương đối mới của Albert Einstein, tính toán cho sự khác biệt nhỏ trong quỹ đạo của Sao Thủy. Sự khác biệt này là sự tiến bộ trong sự đi nhanh hơn của Sao Thủy với chênh lệch 42,98 giây cung trong mỗi thế kỷ.
Mặc dù lý thuyết của Newton đã được thay thế bởi thuyết tương đối rộng của Albert Einstein, nhưng hầu hết các phép tính hấp dẫn không tương đối hiện đại vẫn được thực hiện bằng lý thuyết của Newton bởi vì nó đơn giản hơn để làm việc và nó cho kết quả đủ chính xác cho hầu hết các ứng dụng có khối lượng, tốc độ và năng lượng đủ nhỏ.

### Nguyên lý tương đương
Nguyên lý tương đương, được khám phá bởi một loạt các nhà nghiên cứu bao gồm Galileo, Loránd Eötvös và Einstein, bày tỏ ý tưởng rằng tất cả các vật thể rơi theo cùng một cách, và các tác động của trọng lực không thể phân biệt được từ các khía cạnh nhất định của gia tốc và giảm tốc. Cách đơn giản nhất để kiểm tra nguyên lý tương đương yếu là thả hai vật có khối lượng hoặc thành phần khác nhau trong chân không và xem liệu chúng có chạm đất cùng một lúc không. Các thí nghiệm như vậy chứng minh rằng tất cả các vật thể rơi ở cùng một tốc độ khi các lực khác (như sức cản không khí và hiệu ứng điện từ) không đáng kể. Các thử nghiệm tinh vi hơn sử dụng cân bằng xoắn của một loại được phát minh bởi Eötvös. Các thí nghiệm vệ tinh, ví dụ STEP, được lên kế hoạch cho các thí nghiệm chính xác hơn trong không gian.
Các công thức của nguyên lý tương đương bao gồm:
- Nguyên lý tương đương yếu: Quỹ đạo của khối lượng điểm trong trường hấp dẫn chỉ phụ thuộc vào vị trí và vận tốc ban đầu của nó, và không phụ thuộc vào thành phần của nó. [17]
- Nguyên lý tương đương của Einstein: Kết quả của bất kỳ thí nghiệm không hấp dẫn cục bộ nào trong phòng thí nghiệm rơi tự do là độc lập với vận tốc của phòng thí nghiệm và vị trí của nó trong không thời gian. [18]
- Nguyên tắc tương đương mạnh đòi hỏi cả hai điều trên.

### Thuyết tương đối rộng

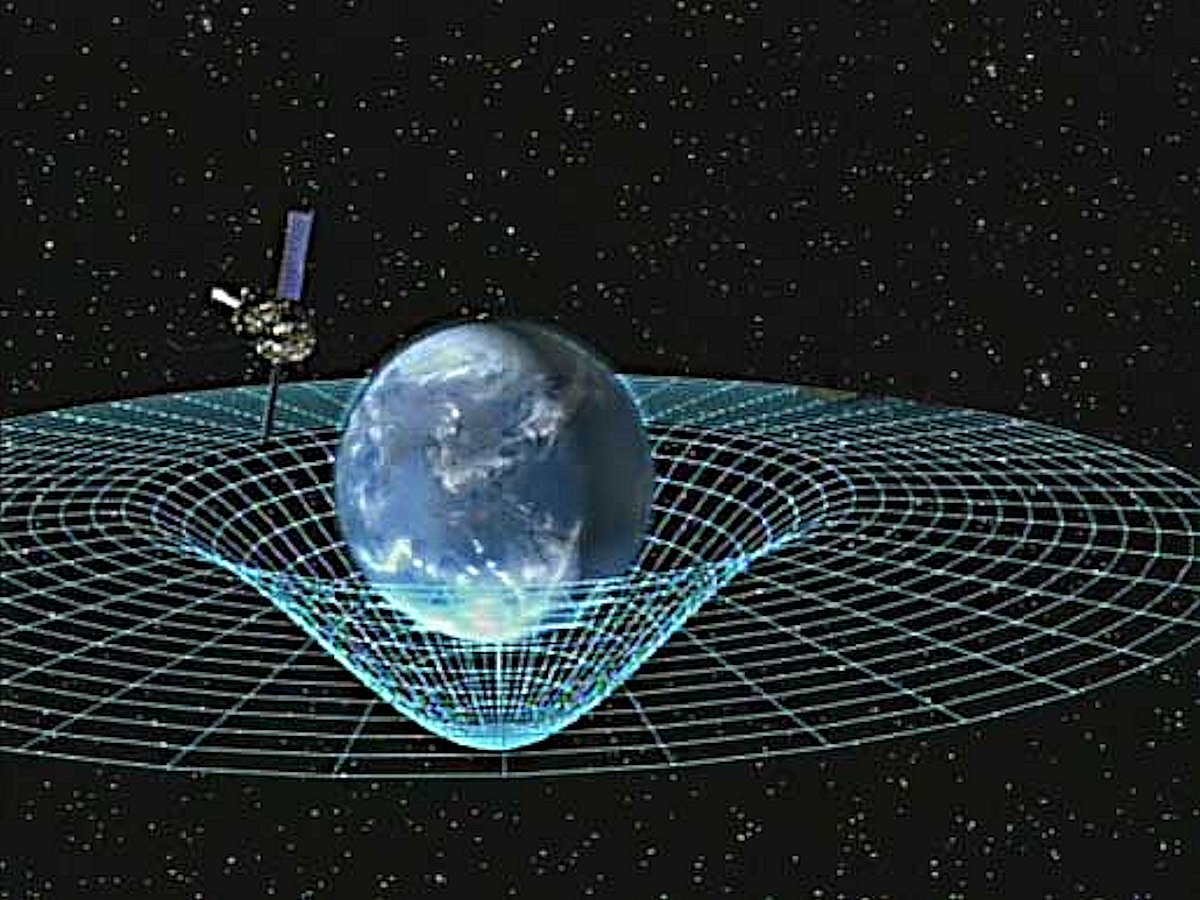
Sự tương tự hai chiều của biến dạng không thời gian được tạo ra bởi khối lượng của một vật thể. Vật chất thay đổi hình học của không thời gian, hình học (cong) này được hiểu là trọng lực. Dòng trắng không đại diện cho độ cong của không gian nhưng thay vì đại diện cho hệ tọa độ đối với các không thời gian cong, đó sẽ là thẳng trong một không-thời gian phẳng.

Trong thuyết tương đối rộng, ảnh hưởng của trọng lực được gán cho độ cong không thời gian thay vì một lực. Điểm khởi đầu cho thuyết tương đối rộng là nguyên lý tương đương, đánh đồng sự rơi tự do với chuyển động quán tính và mô tả các vật thể quán tính rơi tự do khi được gia tốc so với các quan sát viên không quán tính trên mặt đất. Tuy nhiên, trong vật lý Newton, không có gia tốc như vậy có thể xảy ra trừ khi ít nhất một trong số các vật thể đang được vận hành bởi một lực.
Einstein đã đề xuất rằng không thời gian bị cong bởi vật chất và các vật thể rơi tự do đang di chuyển dọc theo các đường thẳng cục bộ trong không thời gian cong. Những đường thẳng này được gọi là trắc địa. Giống như định luật chuyển động đầu tiên của Newton, lý thuyết của Einstein nói rằng nếu một lực được tác dụng lên một vật thể, nó sẽ lệch khỏi một trắc địa. Chẳng hạn, chúng ta không còn theo dõi trắc địa trong khi đứng vì sức cản cơ học của Trái Đất tác động lên một lực hướng lên chúng ta và kết quả là chúng ta không có quán tính trên mặt đất. Điều này giải thích tại sao di chuyển dọc theo trắc địa trong không thời gian được coi là quán tính.
Einstein đã khám phá ra các phương trình trường của thuyết tương đối rộng, liên quan đến sự hiện diện của vật chất và độ cong của không thời gian và được đặt theo tên ông. Các Phương trình trường Einstein là một tập hợp của 10 đồng thời, phi tuyến tính, phương trình vi phân. Các giải pháp của phương trình trường là các thành phần của thang đo hệ số không thời gian. Một tenxơ mét mô tả một hình học của không thời gian. Các đường trắc địa cho một không thời gian được tính từ thang đo hệ mét.

## Cụ thể

### Lực hấp dẫn của Trái Đất

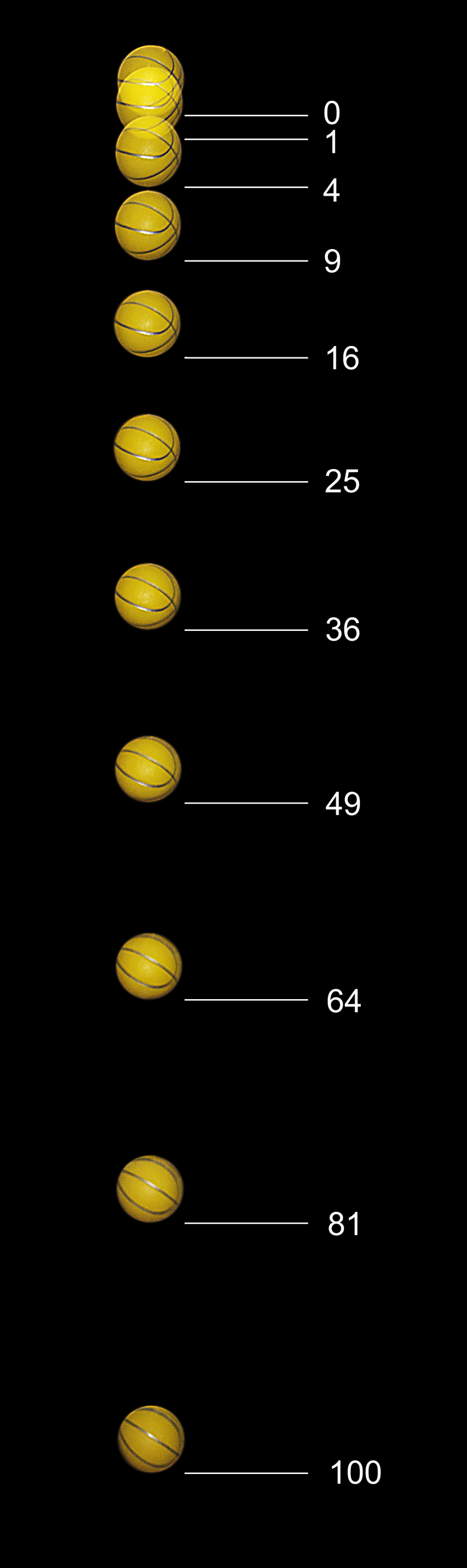
Một vật thể đứng yên ban đầu được phép rơi tự do dưới trọng lực sẽ giảm một khoảng cách tỷ lệ với bình phương của thời gian trôi qua. Hình ảnh này kéo dài nửa giây và được chụp ở tốc độ 20 lần / giây.

Mọi hành tinh (bao gồm cả Trái Đất) được bao quanh bởi trường hấp dẫn của chính nó, có thể được khái niệm hóa với vật lý Newton như tác dụng một lực hấp dẫn lên tất cả các vật thể. Giả sử một hành tinh đối xứng hình cầu, sức mạnh của trường này tại bất kỳ điểm nào trên bề mặt tỷ lệ thuận với khối lượng của hành tinh và tỷ lệ nghịch với bình phương khoảng cách từ tâm của vật thể.
Độ mạnh của trường hấp dẫn bằng số với gia tốc của các vật dưới ảnh hưởng của nó. Tốc độ gia tốc của các vật rơi gần bề mặt Trái Đất thay đổi rất ít tùy thuộc vào vĩ độ, các đặc điểm bề mặt như núi và rặng núi, và có lẽ mật độ bề mặt dưới cao hoặc thấp bất thường. Đối với mục đích của khối lượng và thước đo, giá trị trọng lực tiêu chuẩn được xác định bởi Cục Trọng lượng và Đo lường Quốc tế, theo Hệ thống Đơn vị Quốc tế (SI).
Giá trị đó, ký hiệu là g = 9,80665 m/s2 (32,1740 ft/s2).
Giá trị tiêu chuẩn 9,80665 m/s2 là cái ban đầu được Ủy ban Quốc tế về Trọng lượng và Đo lường áp dụng vào năm 1901 cho vĩ độ 45°, mặc dù nó đã được chứng minh là cao hơn khoảng năm phần nghìn. Giá trị này đã tồn tại trong khí tượng học và trong một số khí quyển tiêu chuẩn là giá trị cho vĩ độ 45° mặc dù nó áp dụng chính xác hơn cho vĩ độ 45°32'33".
Giả sử giá trị chuẩn cho g và bỏ qua sức cản của không khí, điều này có nghĩa là một vật rơi tự do gần bề mặt Trái Đất làm tăng vận tốc của nó thêm 9,80665 m/s (32,1740 ft/s hoặc 22 mph) cho mỗi giây gốc của nó. Do đó, một vật bắt đầu từ phần còn lại sẽ đạt vận tốc 9,80665 m/s (32,1740 ft/s) sau một giây, khoảng 19,62 m/s (64,4 ft/s) sau hai giây, v.v., thêm 9,80665 m/s (32,1740 ft/s) đến từng vận tốc kết quả. Ngoài ra, nếu một lần nữa bỏ qua sức cản không khí, thì tất cả các vật thể, khi rơi từ cùng một độ cao, sẽ chạm đất cùng một lúc.
Theo Định luật 3 của Newton, bản thân Trái Đất trải qua một lực có độ lớn bằng nhau và ngược chiều với lực mà nó tác dụng lên một vật rơi. Điều này có nghĩa là Trái Đất cũng tăng tốc đi về phía vật thể cho đến khi chúng va chạm. Tuy nhiên, do khối lượng của Trái Đất là rất lớn, nên gia tốc truyền tới Trái Đất bởi lực đối nghịch này không đáng kể so với vật thể. Nếu vật thể không nảy sau khi nó va chạm với Trái Đất, thì mỗi vật thể sau đó sẽ tác dụng lực tiếp xúc lên vật kia để cân bằng hiệu quả lực hấp dẫn và ngăn cản gia tốc hơn nữa. Lực hấp dẫn trên Trái Đất là kết quả (tổng vectơ) của hai lực: (a) Lực hấp dẫn theo định luật vạn vật hấp dẫn của Newton và (b) lực ly tâm, kết quả từ sự lựa chọn của một Trái Đất, khung quay của tài liệu tham khảo. Lực hấp dẫn yếu nhất ở xích đạo do lực ly tâm gây ra bởi sự quay của Trái Đất và do các điểm trên đường xích đạo nằm xa nhất từ tâm Trái Đất. Lực hấp dẫn thay đổi theo vĩ độ và tăng từ khoảng 9.780 m/s2 tại xích đạo đến khoảng 9,832 m/s2 ở hai cực.

### Phương trình cho một vật thể rơi xuống gần bề mặt Trái Đất
Theo giả định về lực hấp dẫn không đổi, định luật vạn vật hấp dẫn của Newton đơn giản hóa thành F = mg, trong đó m là khối lượng của cơ thể và g là một vectơ không đổi có cường độ trung bình 9,81 m/s2 trên Trái Đất. Lực kết quả này là do khối lượng của đối tượng. Gia tốc do trọng lực bằng g. Một vật thể đứng yên ban đầu được phép rơi tự do dưới trọng lực sẽ giảm một khoảng cách tỷ lệ với bình phương của thời gian trôi qua. Hình ảnh bên phải, kéo dài nửa giây, được chụp bằng đèn flash stroboscopic ở tốc độ 20 lần / giây. Trong quá trình đầu tiên  của một giây bóng xuống một đơn vị khoảng cách (ở đây, một đơn vị khoảng 12 mm); bởi  nó đã giảm tại tổng cộng 4 đơn vị; 9 đơn vị và vân vân.
Theo cùng một giả định trọng lực không đổi, thế năng, Ep, của một cơ thể ở độ cao h được cho bởi E p = mgh (hoặc Ep = Wh, với W có nghĩa là trọng lượng). Biểu thức này chỉ có giá trị trong khoảng cách nhỏ h từ bề mặt Trái Đất. Tương tự, biểu thức {\displaystyle h={\tfrac {v^{2}}{2g}}} đối với chiều cao tối đa đạt được của một cơ thể chiếu thẳng đứng với vận tốc ban đầu v chỉ hữu ích cho các độ cao nhỏ và vận tốc ban đầu nhỏ.

### Lực hấp dẫn và thiên văn học

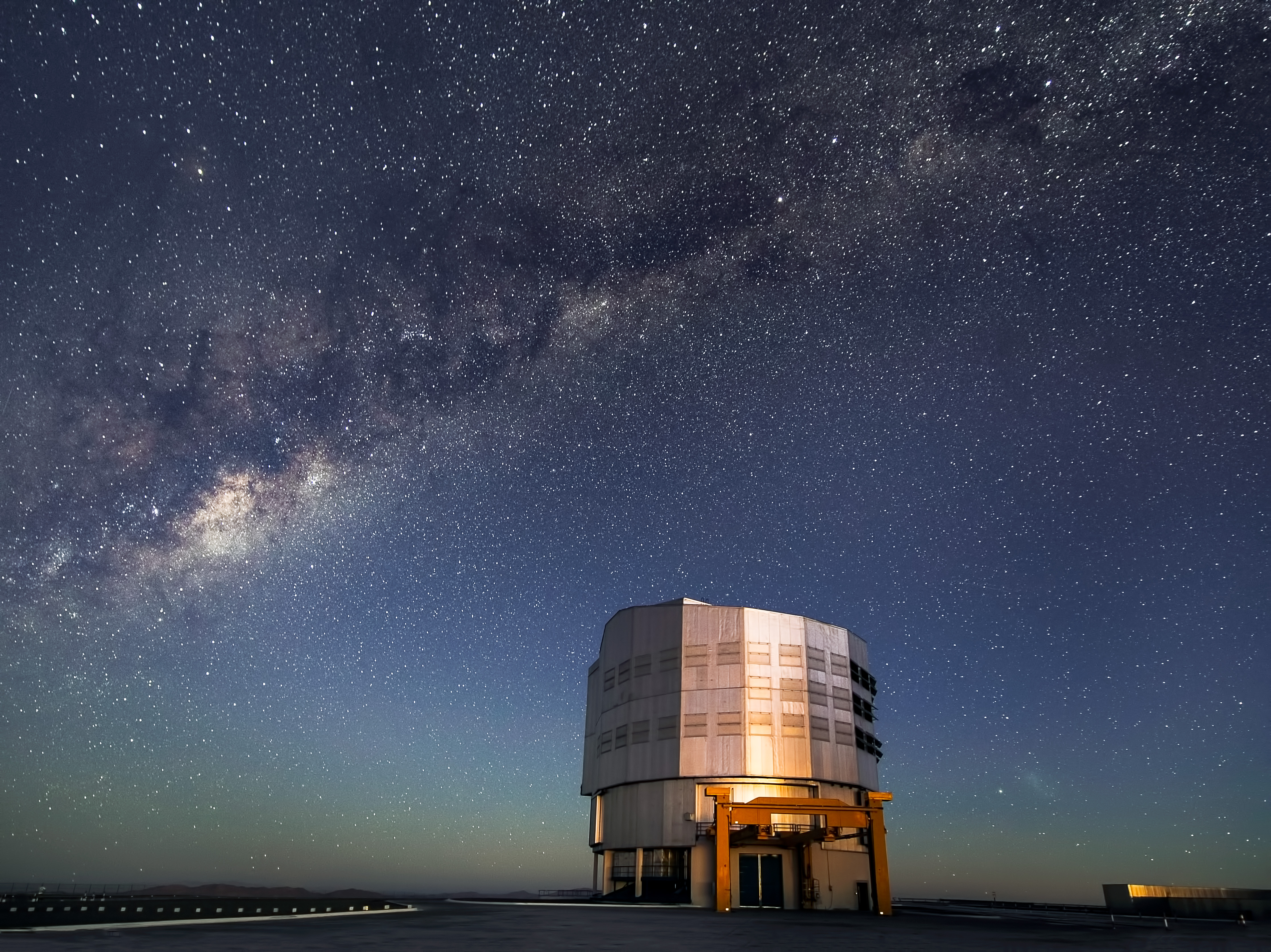
Trọng lực tác động lên các ngôi sao hình thành nên Dải Ngân hà.

Việc áp dụng định luật hấp dẫn của Newton đã cho phép thu được nhiều thông tin chi tiết mà chúng ta có về các hành tinh trong Hệ Mặt trời, khối lượng Mặt trời và chi tiết về các quasar; ngay cả sự tồn tại của vật chất tối cũng được suy luận bằng định luật hấp dẫn của Newton. Mặc dù chúng ta chưa đi đến tất cả các hành tinh cũng như Mặt trời, chúng ta biết khối lượng của chúng. Những khối lượng này có được bằng cách áp dụng định luật hấp dẫn cho các đặc tính đo được của quỹ đạo. Trong không gian một vật thể duy trì quỹ đạo của nó do lực hấp dẫn tác dụng lên nó. Các hành tinh quay quanh các ngôi sao, các ngôi sao quay quanh các trung tâm thiên hà, các thiên hà quay quanh một tâm khối lượng trong các cụm và các quỹ đạo của các cụm trong các siêu sao. Lực hấp dẫn tác dụng lên vật này bằng vật khác tỷ lệ thuận với tích của khối lượng của vật đó và tỉ lệ nghịch với bình phương khoảng cách giữa chúng.
Trọng lực sớm nhất (có thể dưới dạng trọng lực lượng tử, siêu trọng lực hoặc một điểm kỳ dị hấp dẫn), cùng với không gian và thời gian thông thường, được phát triển trong kỷ nguyên Planck (tối đa 10−43 giây sau khi vũ trụ ra đời), có thể từ một nguyên thủy trạng thái (như chân không giả, chân không lượng tử hoặc hạt ảo), theo cách hiện chưa biết.

### Bức xạ hấp dẫn

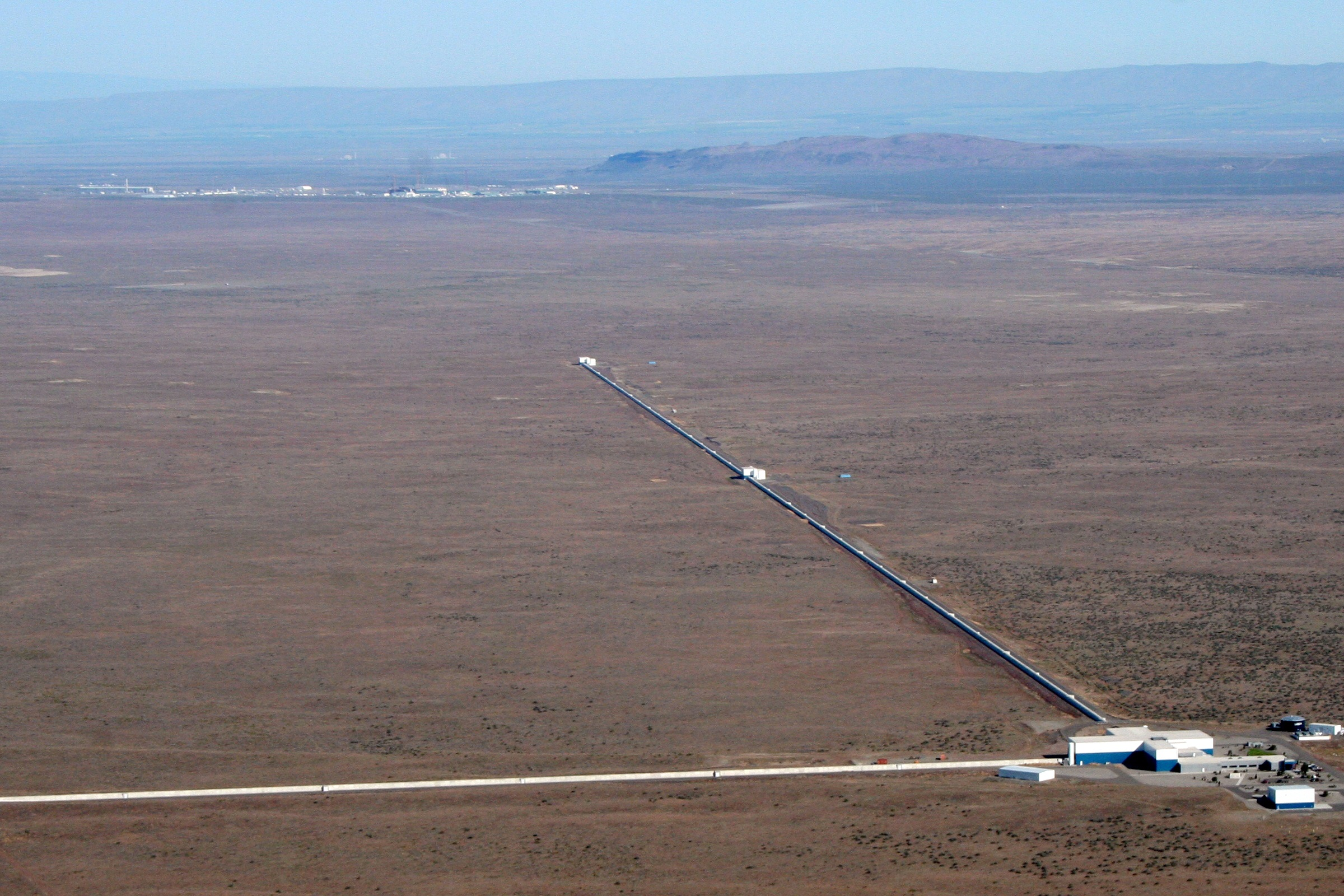
Đài thiên văn LIGO Hanford đặt tại Washington, Mỹ, nơi sóng hấp dẫn được quan sát lần đầu tiên vào tháng 9/2015.

Thuyết tương đối rộng dự đoán rằng năng lượng có thể được vận chuyển ra khỏi hệ thống thông qua bức xạ hấp dẫn. Bất kỳ vật chất tăng tốc nào cũng có thể tạo ra độ cong trong chỉ số không-thời gian, đó là cách bức xạ hấp dẫn được vận chuyển ra khỏi hệ thống. Các vật thể cùng quỹ đạo có thể tạo ra độ cong trong không-thời gian như hệ Trái Đất-Mặt trời, các cặp sao neutron và cặp lỗ đen. Một hệ thống vật lý thiên văn khác dự đoán sẽ mất năng lượng dưới dạng bức xạ hấp dẫn đang phát nổ siêu tân tinh.
Bằng chứng gián tiếp đầu tiên cho bức xạ hấp dẫn là thông qua các phép đo nhị phân Hulse hè Taylor năm 1973. Hệ thống này bao gồm một sao xung và sao neutron trên quỹ đạo xung quanh nhau. Thời kỳ quỹ đạo của nó đã giảm kể từ khi phát hiện ban đầu do mất năng lượng, phù hợp với lượng năng lượng bị mất do bức xạ hấp dẫn. Nghiên cứu này đã được trao giải thưởng Nobel Vật lý năm 1993.
Bằng chứng trực tiếp đầu tiên về bức xạ hấp dẫn được đo vào ngày 14 tháng 9 năm 2015 bởi các máy dò LIGO. Các sóng hấp dẫn phát ra trong vụ va chạm của hai lỗ đen cách Trái Đất 1,3 tỷ năm ánh sáng đã được đo. Quan sát này xác nhận dự đoán lý thuyết của Einstein và những người khác rằng những sóng như vậy tồn tại. Nó cũng mở đường cho sự quan sát và hiểu biết thực tế về bản chất của lực hấp dẫn và các sự kiện trong Vũ trụ bao gồm cả Vụ nổ lớn. Sao neutron và sự hình thành lỗ đen cũng tạo ra lượng bức xạ hấp dẫn có thể phát hiện được. Nghiên cứu này đã được trao giải thưởng Nobel về vật lý năm 2017.

### Tốc độ của lực hấp dẫn
Vào tháng 12 năm 2012, một nhóm nghiên cứu ở Trung Quốc tuyên bố rằng họ đã thực hiện các phép đo độ trễ pha của thủy triều Trái Đất trong các mặt trăng đầy đủ và mới dường như chứng minh rằng tốc độ của trọng lực bằng tốc độ ánh sáng. Điều này có nghĩa là nếu Mặt trời đột nhiên biến mất, Trái Đất sẽ quay quanh nó bình thường trong 8 phút, đó là thời gian ánh sáng cần thiết để di chuyển quãng đường đó. Phát hiện của nhóm đã được công bố trong Bản tin Khoa học Trung Quốc vào tháng 2 năm 2013.
Vào tháng 10 năm 2017, các máy dò LIGO và Virgo đã nhận được tín hiệu sóng hấp dẫn trong vòng 2 giây của các vệ tinh tia gamma và kính viễn vọng quang học nhìn thấy các tín hiệu từ cùng một hướng. Điều này khẳng định rằng tốc độ của sóng hấp dẫn giống như tốc độ của ánh sáng.

## Các bất thường và khác biệt
Có một số quan sát không được tính toán đầy đủ, điều này có thể chỉ ra sự cần thiết phải có lý thuyết tốt hơn về lực hấp dẫn hoặc có thể được giải thích theo những cách khác.

Đường cong quay của một thiên hà xoắn ốc điển hình: dự đoán (A) và quan sát (B). Sự khác biệt giữa các đường cong được quy cho vật chất tối.

- Các ngôi sao cực nhanh: Các ngôi sao trong các thiên hà tuân theo sự phân bố vận tốc trong đó các ngôi sao ở vùng ngoại ô đang di chuyển nhanh hơn so với các phân bố quan sát được của vật chất bình thường. Các thiên hà trong các cụm thiên hà cho thấy một mô hình tương tự. Vật chất tối, tương tác thông qua trọng lực nhưng không có điện từ, sẽ giải thích cho sự khác biệt. Những sửa đổi khác nhau đối với động lực học Newton cũng đã được đề xuất.
- Sự bất thường của Flyby: Các tàu vũ trụ khác nhau đã trải qua gia tốc lớn hơn mong đợi trong quá trình điều khiển trọng lực.
- Tăng tốc mở rộng: Việc mở rộng số liệu của không gian dường như đang tăng tốc. Năng lượng tối đã được đề xuất để giải thích điều này. Một giải thích khác gần đây là hình học của không gian không đồng nhất (do các cụm thiên hà) và khi dữ liệu được giải thích lại để tính đến điều này, sự mở rộng không tăng tốc sau tất cả,[35] tuy nhiên kết luận này bị tranh cãi.[36]
- Sự gia tăng bất thường của đơn vị thiên văn: Các phép đo gần đây cho thấy quỹ đạo hành tinh đang mở rộng nhanh hơn nếu điều này chỉ qua Mặt trời làm mất khối lượng bằng cách tỏa năng lượng.
- Các photon năng lượng bổ sung: Các photon đi qua các cụm thiên hà sẽ thu được năng lượng và sau đó mất đi một lần nữa trên đường ra ngoài. Sự giãn nở gia tốc của Vũ trụ sẽ ngăn các photon trả lại toàn bộ năng lượng, nhưng thậm chí còn tính đến điều này từ các photon từ bức xạ nền vi sóng vũ trụ thu được gấp đôi năng lượng như mong đợi. Điều này có thể chỉ ra rằng trọng lực rơi xuống nhanh hơn bình phương nghịch đảo ở quy mô khoảng cách nhất định.[37]
- Các đám mây hydro cực lớn: Các vạch quang phổ của rừng Lyman-alpha cho thấy các đám mây hydro bị vón cục lại với nhau ở quy mô nhất định so với dự kiến và, giống như dòng chảy tối, có thể chỉ ra rằng trọng lực rơi chậm hơn so với bình phương nghịch đảo ở quy mô khoảng cách nhất định.[37]

## Các lý thuyết thay thế

### Lý thuyết thay thế trong lịch sử
- Thuyết trọng lực của Aristote
- Lý thuyết hấp dẫn của Le Sage (1784) cũng được gọi là lực hấp dẫn LeSage, được đề xuất bởi Georges-Louis Le Sage, dựa trên một lời giải thích dựa trên chất lỏng trong đó một loại khí nhẹ lấp đầy toàn bộ Vũ trụ.
- Thuyết hấp dẫn của Ritz, Ann. Hóa. Vật lý. 13, 145, (1908) Trang. 267 Điện271, điện động lực học Weber-Gauss áp dụng cho trọng lực. Tiến bộ cổ điển của perihelia.
- Thuyết hấp dẫn của Nordström (1912, 1913), một đối thủ đầu tiên của thuyết tương đối rộng.
- Lý thuyết Kaluza Klein (1921)
- Lý thuyết hấp dẫn của Whitehead (1922), một đối thủ cạnh tranh ban đầu khác của thuyết tương đối rộng.

### Lý thuyết thay thế hiện đại
- Thuyết Brans-Dicke (1961) [51]
- Lực hấp dẫn cảm ứng (1967), một đề xuất của Andrei Sakharov theo đó thuyết tương đối rộng có thể nảy sinh từ các lý thuyết trường lượng tử của vật chất
- Lý thuyết dây (cuối thập niên 1960)
- (R) trọng lực (1970)
- Lý thuyết Horndeski (1974) [52]
- Siêu trọng lực (1976)
- Trong động lực học Newton đã sửa đổi (MOND) (1981), Mordehai Milgrom đề xuất sửa đổi định luật chuyển động thứ hai của Newton cho gia tốc nhỏ [53]
- Lý thuyết vũ trụ tự tạo của lực hấp dẫn (1982) của GA Barber trong đó lý thuyết Brans-Dicke được sửa đổi để cho phép tạo ra khối lượng lớn
- Trọng lực lượng tử vòng (1988) của Carlo Rovelli, Lee Smolin và Abhay Ashtekar
- Lý thuyết hấp dẫn không đối xứng (NGT) (1994) của John Moffat
- Trọng lực vô hướng vectơ vectơ (TeVeS) (2004), một sửa đổi tương đối tính của MOND của Jacob Bekenstein
- Thuyết Chameleon (2004) của Justin Khoury và Amanda Weltman.
- Lý thuyết Pressuron (2013) của Olivier Minazzoli và Aurélien Hees.
- Trọng lực phù hợp [54]
- Trọng lực như một lực entropic, trọng lực phát sinh như một hiện tượng xuất hiện từ khái niệm nhiệt động lực học của entropy.
- Trong lý thuyết chân không siêu lỏng, trọng lực và thời gian không gian cong nảy sinh như một chế độ kích thích tập thể của siêu lỏng nền không tương đối.